# Farb-Kurzzeichen
Kurzzeichen für Farben in der Elektrotechnik sind in der IEC 60757 genormt. Die Auswahl und Reihenfolge entspricht den Kennfarben der Farbkodierung von Widerständen gemäß der IEC 60062.
In der Vergangenheit waren Kurzzeichen für Farben in Deutschland in der DIN-Norm DIN 47002 genormt, die 2002 ersatzlos zurückgezogen wurde.
| Farbe     | Farbnummer | Muster | DIN 47002 | IEC 60757 | IEC 62 |
| --------- | ---------- | ------ | --------- | --------- | ------ |
| schwarz   | RAL 9005   |        | sw        | BK        | 0      |
| braun     | RAL 8003   |        | br        | BN        | 1      |
| rot       | RAL 3000   |        | rt        | RD        | 2      |
| orange    | RAL 2003   |        | or        | OG        | 3      |
| gelb      | RAL 1021   |        | ge        | YE        | 4      |
| grün      | RAL 6018   |        | gn        | GN        | 5      |
| blau      | RAL 5015   |        | bl        | BU        | 6      |
| violett   | RAL 4005   |        | vi        | VT        | 7      |
| grau      | RAL 7000   |        | gr        | GY        | 8      |
| weiß      | RAL 9003   |        | ws        | WH        | 9      |
| rosa      | RAL 3015   |        | rs        | PK        | –      |
| türkis    | RAL 6027   |        | tk        | TQ        | –      |
| grün-gelb |            |        | gnge      | GNYE      | –      |
| gold      |            |        | –         | GD        | –      |
| silber    |            |        | –         | SR        | –      |